# Koirasaari (ö i Norra Savolax, Kuopio, lat 63,27, long 28,16)
Koirasaari är en ö i Finland. Den ligger i sjön Syväri och i kommunen Kuopio i den ekonomiska regionen  Kuopio ekonomiska region  och landskapet Norra Savolax, i den centrala delen av landet, 400 km nordost om huvudstaden Helsingfors. Öns area är 11,5 hektar och dess största längd är 0,8 kilometer i sydöst-nordvästlig riktning.